# Amenokal
Amenokal (Amenôkal) ist ein autochthoner Titel für den höchsten Tuareg-Clanchef, der mit „König“ übersetzt werden kann.
In der Zeit vor der französischen Kolonisation Nordafrikas wählten die Tuaregnomaden aus den Reihen ihrer Vereinigungen (Kel) einen Mann zum Chef, der ihnen weise genug zu sein schien, den lockeren Verband enger zusammenzuführen.
Im heutigen Algerien herrschte bis zur Staatsgründung um 1750 ein Amenokal der Kel Ahaggar-Tuareg. Unter der französischen Besatzungsmacht wurde das Amt zwar bis 1903 beibehalten, nach der algerischen Unabhängigkeit allerdings nicht mehr anerkannt. 1977 wurden Amt und Funktion endgültig abgeschafft. Im heutigen Niger wurde bereits im 15. Jahrhundert das Sultanat Aïr begründet, das auf dem Territorium des Wüstengebirges Aïr lag. Die Staatsgründung veranlasste ein Amenokal der Tuaregverbände dieser Region. Gleichzeitig trug er auch den islamischen Herrschertitel Sultan (Berber-Sultanat).
Der erste Amenokal überhaupt, war eine Frau, die mythische Königin Tin Hinan. Sie gründete im Ahaggar die Gemeinschaft der Kel Ahaggar.